# Old Boys (film)
Az Old Boys, eredeti kínai címén 老男孩 (pinjin: Lao nan hai, magyaros: Lao nan haj, szó szerinti jelentésben „öreg fiúk”) egy kínai rövidfilm, melyet Hsziao Jang (Xiao Yang) rendezett. A film a Youku internetes videómegosztó portál, a China Movie Corporation Group és a Chevrolet szponzorálásával készült el és egy tizenegy kisfilmből álló sorozat része, melynek címe The Bright Eleven (11度青春之, 11 Tu csing csun cse (Dù qīng chūn zhī)). A sorozat tizenegy fiatal rendező rövidfilmjét mutatja be, melyek kifejezetten interneten keresztüli terjesztésre készültek. Az Old Boys a sorozat legtöbb kritikai visszhangot kiváltott darabja.

## Történet
Hsziao Ta-pao (Xiao Da-bao) és Vang Hsziao-suaj (Wang Xiao-shuai) átlagos középiskolások, akik szép álmokat dédelgetnek. Egyikük híres táncos szeretne lenni, a másikuk zenész. Michael Jackson a példaképük. A szép álmok azonban szertefoszlanak, az egyik fiúból borbély lesz, a másikból hivatásos násznagy. Életük sivár és már csak az emlékek maradtak a fiatalkorukból, ráadásul hírét veszik példaképük halálának is. Amikor azonban egy  televíziós producerré vált volt iskolatársuk viccből meghívja őket egy tehetségkutató műsorba, az öreg fiúk leporolják a régi gitárt, előhúzzák a szekrényből a Jackson-imitátor ruhákat és Chopsticks Brothers („Evőpálcikás Fiúk”) néven elindulnak szerencsét próbálni a showban.

## Kritikai fogadtatás
A film nagyon hamar igen népszerű lett Kínában, a bemutatása után tizenegy nap alatt hétmillióan látták az interneten, egy hónap alatt pedig összesen több mint húszmillióan. A rendező elmondása szerint a film a '70-es, '80-as évek generációjához szól, akiknek túlságosan hamar kellett felnőniük és elvesztették álmaikat. Michael Jackson halála is ennek az ideálvesztésnek, egy teljes generáció fiatalsága végének a szimbóluma. A film azt is bemutatja, milyen nehéz egy fiatalnak a rohamosan változó Kínában érvényesülni, a drága tandíjak és egekbe szökő lakásárak miatt sokan veszítik el az álmaikat úgy, ahogy a filmbeli duó.